# Гонтаренко, Галина Николаевна
Галина Николаевна Гонтаренко (24 августа 1946 — 16 марта 2024) — советский композитор, член Союза композиторов Российской Федерации, заслуженный деятель искусств республики Северная Осетия — Алания (2013). Профессор кафедры теории музыки и композиции Ростовской консерватории.

## Биография
Галина Гонтаренко родилась в августе 1946 года. Окончила теоретическое отделение Ростовского училища искусств. Там ее учителем был ростовский композитор Алексей Павлович Артамонов. В 1965 году поступила в Ленинградскую консерваторию по классу композиции. В консерватории ее учителем был профессор Вадим Николаевич Салманов. Во время учебы на третьем курсе, в 1968 году, она дебютировала как композитор в рамках «Ленинградской музыкальной весны». Тогда во время студенческого концерта прозвучали «Пять романсов на русские народные песни».
Выпускник Ленинградской государственной консерватории 1971 года по специальности композитор, преподаватель музыкально-теоретических дисциплин.
В 1971—1972 годах преподавала музыкально-теоретические дисциплины в Шахтинском музыкальном училище. В 1972 году стала преподавать на кафедре теории музыки и композиции РГМПИ (с 1987 года РГК им. С. В. Рахманинова). Её ученики — лауреаты всероссийских, всеукраинских и международных конкурсов О. Горчаков, И. Кочиева, Г. Комбарова, С. Дремлюга, Т. Парулава, Ю. Серенко.
Профессор кафедры теории музыки и композиции с 31 декабря 2005 года. Преподаваемые дисциплины: полифония, основы композиции, основы композиторской техники, инструментовка, чтение партитур, анализ музыкальной формы, педагогическая практика.
Галина Гонтаренко становилась лауреатом международных и Всероссийских конкурсов композиторов в России и Польше.
Умерла 16 марта 2024 года в возрасте 77 лет.